# Grant's
Grant's je značka míchané skotské whisky, kterou vyrábí firma William Grant & Sons ve městě Dufftown. Poprvé byla vyrobena Williamem Grantem na Vánoce roku 1887. Zakladatel vedl firmu do své smrti v roce 1923, kdy předal otěže svému zeti Charlesi Gordonovi. Charakteristická je pro tuto značku trojhranná láhev, kterou navrhl designér německého původu Hans Schlegel. Na lahvi je erb rodiny Grantů doprovázený heslem Stand Fast! (Neustoupit). Ročně se prodá 54 milionů lahví Grant's, což z ní činí čtvrtou nejrozšířenější značku whisky na světě a největší z těch, které jsou dosud ve vlastnictví rodiny původního majitele.